# После полуночи с Бостонским Блэки
«После полуночи с Бостонским Блэки» (англ. After Midnight with Boston Blackie) — американский детективный фильм с элементами комедии режиссёра Лью Лэндерса, который вышел на экраны в 1943 году. Это пятый в цикле из 14 фильмов о бывшем воре Бостонском Блэки, которому против его воли приходится заниматься раскрытием преступлений. Во всех фильмах цикла заглавную роль сыграл Честер Моррис.
В этом фильме Бостонский Блэки по просьбе дочери своего старого друга Бетти Барнаби (Энн Сэвидж) начинает розыск её пропавшего отца Даймонда Эда, который после выхода из тюрьмы решил в обход своих бывших сообщников передать похищенные им ранее бриллианты дочери. Вскоре Эда убивают, и Блэки становится одним из подозреваемых. На него также ведут охоту бандиты во главе с владельцем клуба Джо Хершелом (Сай Кендалл), которые убили Эда и намерены заполучить бриллианты любой ценой. После серии сюжетных поворотов Блэки удаётся разоблачить преступников.
Фильм получил высокие оценки современных историков кино как один из лучших в цикле о Бостонском Блэки. Критики, в частности, отметили увлекательный и изобретательный сюжет картины, грамотную режиссуру, быстрый темп повествования и умелую актёрскую игру.

## Сюжет
Вечером в клубе «Фламинго» двое бандитов Сэмми Уолш (Эл Хилл) и Марти Бек (Джордж Макэй) заходят к управляющему Джо Хершеллу (Сай Кэндалл), сообщая, что Даймонд Эд Барнаби (Уолтер Болдуин) получает условно-досрочное освобождение и завтра выходит на свободу. Они планируют получить с него бриллианты…
Перед выходом из тюрьмы Эд в беседе с начальником тюрьмы (Роберт Ф. Хилл) вспоминает Бостонского Блэки, которого считает замечательным парнем. Некоторое время спустя Эд приезжает на автобусе в свой родной город, где на станции его встречает дочь Бетти (Энн Сэвидж). Она сняла ему солнечную комнату, что хорошо при его кашле, и обещает ухаживать за ним как медсестра. Эд говорит, что ему нельзя долго оставаться в городе из-за определённых людей. До отъезда ему надо разобраться со своими бриллиантами, которые он хочет передать Бетти. Он обещает связаться с ней в ближайшее время и уходит. В жилом комплексе «Аркада» Эд арендует на 30 дней ячейку камеры хранения, куда кладёт мешочек с бриллиантами…
В скоростном поезде проводник (Сэм Макдэниел) разыскивает мистера Горацио Блэка, на имя которого поступила телеграмма. Это слышит инспектор полиции Фаррадэй (Ричард Лейн), который едет в этом же поезде. Помощник инспектора, сержант Мэтьюз (Уолтер Сэнд) забирает телеграмму и читает её боссу. Она поступила от Бетти Барнаби, которая хочет срочно встретиться с Блэки и будет ждать его на вокзале. Фаррадэй возвращает телеграмму проводнику, говоря, что взял её по ошибке. Тем временем Блэки обедает с Коротышкой в вагоне-ресторане, где ему вручают телеграмму. К ним подходит инспектор Фаррадэй с помощником, предупреждая Блэки, что когда-нибудь снова отправит его в тюрьму и спрашивает о цели его путешествия. Скрыв, что едет ради встречи с Эдом, Блэки отвечает, что будет писать книгу, а Коротышка собирается провести медовый месяц с танцовщицей Дикси Роуз Блоссом.
Встретив Блэки на вокзале, Бетти по дороге в такси сообщает ему, что её отец пропал. В пятницу утром он позвонил ей, пригласив на встречу к камерам хранения в жилом комплексе «Аркада». Бетти прождала его там целый день, но он так и не появился, и с тех пор она об отце ничего не слышала. Бетти рассказывает, что когда-то отец говорил ей, что если она окажется в беде, то Блэки поможет, и потому связалась с ним. Заметив слежку, Блэки просит таксиста прижаться к тротуару, а затем дать назад, чтобы стукнуть следующее за ними такси. Увидев в машине Мэтьюза, Блэки кричит ему, что они направляются к его другу, миллионеру Артуру Мэнледеру.
В своей квартире Мэнледер (Ллойд Корриган) готовит шампанское к визиту Блэки с Коротышкой и его невестой. Первой приходит невеста, мисс Дикси Блоссом (Джейн Бакингем). Мэнледер принимает у неё шубу, говоря, что его слуга и шофёр сейчас в армии. Следом появляется мировой судья мистер Поттс (Дик Эллиотт), а затем приезжают Блэки, Бетти и Коротышка. После знакомства Коротышка и Дикси ожидают начала свадебной церемонии, но Блэки вдруг говорит, что это может подождать и, забрав Коротышку, уезжает вместе с ним. В здании «Аркада» Блэки арендует ячейку камеры хранения № 42, незаметно заглядывая в регистрационную книгу, где видит, что Эд Барнаби получил ячейку № 13. Пока Коротышка отвлекает клерка, Блэки находит ячейку Эда, а затем Блэки и Коротышка делают дубликат ключа.
Даймонд Эд находится в клубе «Фламинго» в руках трёх бандитов — Хершелла, Уолша и Бека — которые знают, что похищенные бриллианты находятся у него. Эд подтверждает это, при этом заявляя, что бриллианты принадлежат ему, и они достанутся его дочери. Он также угрожает, что если с ним что-то случится, то бандитам придётся иметь дело с Бостонским Блэки. Бандиты продолжают пытать Эда, и когда они угрожают ему оружием, Эд сознаётся, что бриллианты хранятся в камере хранения в здании «Аркада» в ячейке № 13, ключ от которой он держит на связке. Хершелл остаётся с Эдом, а двое его подручных с ключами отправляются к камере хранения. Когда Хершелл выходит из комнаты, связанному Эду удаётся набрать номер телефона и позвонить в полицию. Эд сообщает Фаррадэю, что находится в руках бандитов, двое из которых отправились в «Аркаду» к камере хранения, ячейка № 13, где хранятся бриллианты. В этот момент Фаррадэй слышит по телефону выстрел, и разговор прерывается.
Когда Блэки и Коротышка возвращаются к камере хранения, появляются Фаррадэй и Мэтьюз, которые надевают на них наручники. Мэтьюз открывает ячейку № 13, однако она пуста. Фаррадэй обвиняет Блэки в том, что он убил Эда, забрав у него ключи и похитив из ячейки бриллианты. Блэки это отрицает, после чего детективы решают проехать вместе в клуб «Фламинго», чтобы осмотреть место убийства Эда. В клубе бандиты докладывают Хершеллу, что копы вместе с Блэки уже едут к нему. Когда детективы заходят в клуб, бандиты через служебный вход выносят труп во двор. Когда полиция проходит в кабинет Хершелла, заявляя, что звонок прослежен до этого номера, тот отвечает, что никто от него в полицию не звонил и что ни в кого здесь не стреляли. Поскольку полиция не смогла обнаружить ни бриллианты, ни труп, Блэки просит его отпустить, но Фаррадэй соглашается отпустить только Коротышку на свадьбу, не снимая подозрений с Блэки. Фаррадэй везёт Блэки обратно в участок, требуя сказать, где тот спрятал тело Эда. Они приходят в кабинет Фаррадэя, в котором рабочие устанавливают специальные шторы, так как вечером будет испытываться система затемнения на случай возможных авианалётов. Пока Фаррадэю по телефону диктуют очередное задание, на пол падает керосиновая лампа, и начинается пожар. Блэки использует этот момент, чтобы снять с себя наручники и убегает. К Хершеллу приходят его подручные с газетой, в которой говорится о бегстве Блэки от полиции. Они предполагают, что Блэки мог забрать бриллианты из ячейки ещё до появления Фаррадэя. Но если бы они были у Блэки, то Фаррадэй должен был найти их у него.
Пока Мэнледер развлекает Бетти и Дикси, появляется Коротышка, который готов жениться, однако судья Поттс в этому моменту уже уехал. Когда к Мэнледеру приезжает Блэки, в квартире тихо и никого нет. Открыв гардероб, Блэки обнаруживает там связанных Мэнледера, Коротышку и Дикси, а также Поттса. Блэки выясняет, что их связали двое вооружённых громил, которых предположительно послал Хершелл. Узнав, что бандиты похитили Бетти, Блэки берёт с собой Коротышку и намеревается отправиться в клуб «Фламинго». Мэнледер показывает записку от бандитов с требованием отдать бриллианты в обмен на Бетти, однако Блэки утверждает, что камней у него нет. Увидев у Дикси брошь со стразами, Блэки просит Коротышку незаметно позаимствовать её.
Блэки, Коротышка и Мэнледер подъезжают к клубу «Фламинго», где видят, что за главным входом следят. Блэки решает пройти внутрь через служебный вход, инструктируя своих партнёров пойти вслед за ним, если через 20 минут он не вернётся. Однако у служебного входа также дежурит коп. Тогда Блэки мажет себе мазутом лицо, и под видом негра-музыканта проходит неопознанным в здание. Тем временем в кабинете у Хершелла скупщик краденого (Джон Хармон) осматривает бриллианты, предлагая за них 40 тысяч долларов. Хершелл считает, что это в два раза меньше реальной цены и отказывается от сделки.
Блэки забегает в гримёрку к одной из актрис и смывает с себя мазут. Затем он подходит к кабинету Хершелла, где в замочную скважину видит, как тот прячет бриллианты в свой сейф. Дождавшись, когда Хершелл уйдёт, Блэки открывает дверь в его кабинет, а затем отпирает сейф, забирая бриллианты. В этот момент появляются двое бандитов, требуя вернуть бриллианты. Блэки незаметно бросает камни в графин с водой, а затем говорит, что взамен они должны вернуть ему девушку. Они проводят его в соседнюю комнату, где сидит связанная Бетти. Блэки достаёт из своей курительной трубки позаимствованные у Дикси стразы и отдаёт их бандитам, уводя с собой Бетти.
Неожиданно в свой кабинет возвращается Хершелл. Бандиты отдают ему «бриллианты», полученные от Блэки, однако Хершелл говорит, что это не бриллианты, так как раньше он уже видел подлинные камни. Блэки бьёт Хершелла и вместе с Бетти запирается в соседней комнате, а дальше через окно попадают на крышу здания. Лестница вниз заперта с другой стороны, и тогда Блэки подаёт Коротышке сигнал с помощью световой рекламы. Коротышка по пожарной лестнице поднимается наверх в то время, как Хершелл со своими подручными пытается высадить дверь. Тем временем Хершелл, открыв свой сейф, видит, что он пуст, после чего говорит своим парням, что ошибся, и что бриллианты Блэки подлинные.
Когда бандиты наконец вышибают дверь, Коротышка с крыши соседнего дома укладывает мостки, по которым Блэки вместе с Бетти перебираются на соседнюю крышу. Бетти с Коротышкой успевают скрыться, однако бандиты хватают на крыше Блэки, угрожая ему оружием. Когда они ведут его обратно в кабинет, включается противовоздушная сирена, и во всём городе отключается свет. В темноте Блэки удаётся оторваться и сбежать от бандитов по лестнице. Когда бандиты снова замечают Блэки, его видят также и Мэнледер с Коротышкой, которые решают растянуть для Блэки брезент, чтобы он смог спрыгнуть вниз. Им на помощь приходят также Фаррадэй и Мэтьюз, и Блэки под выстрелы бандитов прыгает вниз. Оказавшись на земле, Блэки бросает брезент на полицейских и вместе со своей командой убегает. Чтобы не быть задержанными властями за нарушение маскировки, они прячутся в ближайшем подвале. Понимая, что Блэки в условиях блэкаута не мог сбежать по улице, бандиты в поисках его прочёсывают здание. В подвале Коротышка сообщает Бетти об убийстве её отца, а затем по просьбе Блэки он уводит и прячет Бетти. Тем временем Хершелл заходит в подвал, и когда он спускается по лестнице, Блэки бросает взрыв-пакет, сбивая его с ног, а затем точно таким же способом расправляется с остальными бандитами.
Когда Блэки выходит из подвала, его хватают Фаррадэй и Мэтьюз. Блэки объясняет, что им нужен Хершелл, который украл бриллианты у Эда и убил его. Так как копы отказываются спуститься в подвал за Хершеллом, Блэки предлагает пройти в его кабинет, где он покажет им настоящие бриллианты. Детективы не верят ему и уводят в участок. По дороге в темноте Блэки меняется местами с Мэнледером, которого детективы в итоге и привозят в участок. Мэнледер убеждает полицейских, что Блэки сейчас в клубе «Фламинго» раскрывает для них это дело, и полицейские возвращаются назад. Тем временем Блэки забирается по пожарной лестнице на крышу здания, а затем через разбитое окно проникает в комнату, соседнюю с кабинетом Хершелла. Он слышит, как там Уолш, который догадался, что Хершелл пытался обмануть их с бриллиантами, угрожает ему оружием. Он говорит, что так и гонялся бы сейчас за Блэки, если бы не подслушал на улице разговор Блэки с Фаррадэем о том, что бриллианты находятся в кабинете Хершелла. Хершелл признаётся, что бриллианты были в сейфе, но, видимо, Блэки забрал их. Уолш убивает Хершелла и сам роется в его вещах, однако ничего не находит. В этот момент в кабинет заходит Блэки. С разрешения Уолша Блэки выпивает всю воду из графина, после чего незаметно перекладывает бриллианты изо рта в свой платок, который убирает в нагрудный карман. Он предлагает Уолшу сделку. Тот указывает ему место, где находится тело Эда, а Блэки в свою очередь покажет ему место, где спрятал бриллианты. Услышав сирену подъезжающего полицейского автомобиля, он вместе с Блэки скрывается через служебный выход. Детективы заходят в кабинет Хершелла, обнаруживая его труп, и решают, что это дело рук Блэки.
Тем временем Блэки и Уолш спускаются во двор и садятся в полицейскую машину, чтобы ехать за бриллиантами. По дороге, незаметно включив полицейский радиопередатчик, Блэки спрашивает у Уолша, зачем Хершелл убил Эда. Тот отвечает, что Эда убили, чтобы тот не разболтал всё полиции. Сам же Уолш, по его словам, ничего не делал, только помог спрятать тело. Этот разговор фиксируют по радио полицейские в участке, приглашая послушать его капитана (Эдди Чандлер). Затем Уолш говорит, что они спрятали тело Эда в багажнике машины Фаррадэя, то есть той машины, в которой они едут сейчас. Услышав адрес, куда направляет машину Блэки, полиция объявляет её в розыск. Капитан звонит Фаррадэю, вводя его в курс дела. Машину, которой управляет Блэки, начинает преследовать полиция, и Уолш требует прибавить газу. Включив полицейское радио на приём, Уолш понимает, что за их машиной ведётся охота. Бандит понимает, что Блэки его обманул. Когда Уолш требует ехать ещё быстрее, Блэки хватает его за пистолет и начинается драка. В результате машина врезается в угол жилого дома. Блэки вытаскивает Уолша из салона, и они продолжают драку на тротуаре. Когда Блэки уже почти одолел Уолша, подъезжает полиция. Блэки просит доставить Уолша к Фаррадэю, а также говорит про тело Эда в багажнике, после чего, проверив бриллианты в своём платке, удаляется.
Он приезжает на квартиру Мэнледера, где начинается церемония бракосочетания Дикси и Коротышки. В этот момент появляются Фаррадэй и Мэтьюз, которые арестовывают Дикси Роуз Блоссом за многомужество, и увозят её в участок. Коротышка замечает, что впервые Фаррадэй дал делу хороший поворот.

## В ролях
- Честер Моррис — Хоратио «Бостонский Блэки» Блэк
- Ричард Лейн — инспектор Фаррадэй
- Энн Сэвидж — Бетти Барнаби
- Джордж Э. Стоун — Коротышка
- Ллойд Корриган — Артур Мэнледер

### В титрах не указаны
- Уолтер Болдуин — Даймонд Эд Барнаби
- Джэн Бакингем — Дикси Роуз Блоссом
- Сай Кендалл — Джо Хершел
- Уолтер Сэнд — сержант Мэтьюз
- Дик Эллиотт — мировой судья Поттс
- Сэм Макданиел — носильщик в поезде

## Создатели фильма и исполнители главных ролей
Как написал историк кино Деннис Шварц, «опытный режиссёр фильмов категории В Лью Лэндерс поставил, в частности, такие фильмы, как „Ворон“ (1935), „Бугимен доберется до тебя“ (1942) и „Возвращение вампира“ (1943)». Всего за свою карьеру, охватившую период с 1934 по 1962 год, Лэндерс поставил 136 фильмов, среди которых также «Псевдоним Бостонский Блэки» (1942), «Сила Свистуна» (1945) и «Бостонский Блэки в опасности» (1946).
По словам историка кино Джея Стейнберга, «Честер Моррис, возможно, был одним из самых вездесущих лиц Голливуда в первом поколении звуковых картин, появившись примерно в 75 фильмах в течение двадцати лет после того, как он сделал себе имя в гангстерской мелодраме Роланда Уэста „Алиби“ (1929)», роль в которой принесла ему номинацию на «Оскар» в категории «Лучшая мужская роль». Однако, как далее пишет критик, «самым продолжительным наследием исполнителя с крепкой выступающей челюстью стали четырнадцать детективных фильмов категории В 1940-х годов от студии Columbia Pictures, в которых он снялся в роли персонажа из произведений Джека Бойла — щеголеватого, оптимистичного бывшего похитителя драгоценностей и сыщика-любителя Горацио Блэка, известного в своём кругу как Бостонский Блэки».
Постоянным помощником Бостонского Блэки в этом сериале был персонаж по имени Коротышка, которого во всех фильмах, кроме первого, сыграл Джордж Э. Стоун. Начав карьеру в бродвейских мюзиклах, в 1927 году Стоун перешёл в кино, сыграв заметную роль в немой военной мелодраме «Седьмое небо» (1927), которая завоевала три «Оскара» и две номинации на «Оскар». В дальнейшем Стоун постоянно снимался вплоть до 1960 года. Как правило, он играл небольшие характерные роли, создав множество запоминающихся образов.
Ричард Лейн сыграл роль инспектора Фаррадэя, который постоянно отстаёт на шаг от своего оппонента Бостонского Блэки, во всех 14 фильмах сериала. Продолжая актёрскую карьеру, с 1950-х годов Лейн также прославился в круге Лос-Анджелес как стадионный диктор и спортивный радиокомментатор соревнований по профессиональному реслингу, роллер-дерби и гонок на микроавтомобилях.
Как далее отмечает Стейнберг, «помимо завсегдатаев сериала, этот фильм примечателен своей главной женской ролью. Энн Сэвидж и сегодня остается культовой героиней благодаря многочисленным образам крутой красотки, которые она выдавала в 1940-х годах, в том числе двуличной роковой женщины, путешествующей автостопом, в дешёвом культовом фильме нуар Эдгара Г. Ульмера „Объезд“ (1945)».

## История создания фильма
Фильм находился в производстве с 13 ноября по 12 декабря 1942 года и вышел на экраны 18 марта 1943 года.

## Оценка фильма критикой
Как отметил современный киновед Джей Стейнберг, к моменту выхода этого, пятого фильма сериала его «формула была хорошо отработана, и фильм является образцовым. Он может похвастаться множеством сюжетных поворотов, которых хватит на час показа, и множеством возможностей для Морриса и других завсегдатаев сериала продемонстрировать остроумную игру, которая придавала фильмам о Блэки их очарование».
Современный кинокритик Деннис Шварц назвал фильм «одним из лучших в серии небольших комедийных криминальных драм цикла о Бостонском Блэки, в котором задействовано множество колоритных персонажей в духе Дэймона Раньона». Как далее отмечает Шварц, «Лью Лэндерс делает всё быстро, как карманник, пробирающийся сквозь толпу на ипподроме „Белмонт-парк“», и «верный установленному в сериале стандарту, Бостонский Блэки аккуратно завершает все дела чуть более чем за час».
По мнению историка кино Кима Ньюмана, этот фильм — «один из лучших в сериале, с приятным сочетанием элементов триллера и комедии, неплохими образами, несколькими отсылками к актуальным событиям своего времени (дворецкий Мэнледера служит в армии, а кульминация картины происходит во время тестового отключения электроэнергии в Нью-Йорке), одним или двумя настоящими сюрпризами (редкими в фильмах категории В того периода), и раскрытием настоящего имени Бостонского Блэки — Горацио Блэк».
Кроме того, по словам Ньюмана, «здесь много настоящего экшна — погоня на крыше во время затемнения, погоня на угнанной полицейской машине, — но акцент делается на том, что герой совершает умные поступки, например, опускает бриллианты в кувшин с водой или импровизирует, мгновенно нанося на лицо чёрный грим, чтобы проникнуть в ночной клуб под видом музыканта». Как далее пишет критик, «это могло бы кого-то смутить, но Моррис, который часто переигрывал в сценах с переодеванием (по крайней мере, в ранних фильмах), выдаёт здесь естественную, не чрезмерную игру как в роли чёрного джазмена, так и во время краткой, но по-своему сексуальной встречи с темнокожей певицей в её гримёрке».